# 12382 Niagara Falls
12382 Niagara Falls è un asteroide della fascia principale. Scoperto nel 1994, presenta un'orbita caratterizzata da un semiasse maggiore pari a 2,7866833 UA e da un'eccentricità di 0,0449938, inclinata di 0,99721° rispetto all'eclittica.